# Louis C.K.
Louis Szekely kendt under kunstnernavnet Louis C.K. (født 12. september 1967 i Washington D.C.) er en amerikansk skuespiller, komiker og stand-up komiker. Han er bedst kendt for rollen som Louie i tv-serien Louie.